# Шмелев, Константин Андреевич
Константин Андреевич Шмелев (15 (16 по др. свед.) октября 1892 г., с. Поминайка Моршанского уезда Тамбовской губернии — 1954) — советский фармаколог. Доктор медицинских наук (1935), профессор (1925), с 1924 г. заведующий кафедрой фармакологии Саратовского государственного медицинского университета им. В. И. Разумовского. Герой Труда (1935). Кавалер ордена Ленина (1953).

## Биография
Окончил медицинский факультет Саратовского университета, на котором учился в 1912—1916 гг. Затем был призван на фронт. По возвращении с Западного фронта начал заниматься научной работой, первоначально под руководством профессора В. В. Вормса, а затем — профессора В. И. Скворцова, стал ближайшим учеником и соратником последнего. В июне 1924 г. как преемник В. И. Скворцова избран заведующим кафедрой фармакологии Саратовского государственного медицинского университета им. В. И. Разумовского, которую возглавлял до конца жизни. В 1924 г. получил звание приват-доцента, а в 1925 году — профессора. В 1935 году ему без защиты диссертации (по совокупности научных работ) присуждена ученая степень доктора медицинских наук. Под его началом защищены 6 докторских и 14 кандидатских диссертаций. Во главе кафедры фармакологии Саратовского государственного медицинского университета им. В. И. Разумовского К. А. Шмелева сменит его ученик В. Г. Волынский. Также учениками Шмелева указываются С. Л. Фрейдман и К. И. Бендер, и А. А. Никулин.
За научно-педагогическую работу в 1935 году удостоен звания Героя Труда.
Автор более ста научных работ.